# Liste des noms vernaculaires de raies
Cette liste répertorie les noms vernaculaires ou les noms vulgaires de raie.
Cette liste comprend deux parties, la première liste les espèces de raie proprement dits. La seconde partie liste des espèces quelques fois apparentées à celle du premier groupe et dont le nom vernaculaire comporte le mot « raie ».

## Liste des noms vernaculaires des espèces de raies
Liste alphabétique de noms vernaculaires attestés en français.

Note : certaines espèces ont plusieurs noms et, les classifications évoluant encore, certains noms scientifiques ont peut-être un autre synonyme valide.
- Grande raie  — Dipturus laevis, Pteromylaeus bovinus, etc.
- Grande raie-guitare — Rhynchobatus djiddensis
- Petite raie-museau — Rostroraja alba
- Raie à bec pointu — Dipturus oxyrinchus
- Raie à museau en pelle — Rhynchobatus djiddensis
- Raie à points bleus — Dasyatis kuhlii
- Raie à queue courte — Amblyraja jenseni
- Raie à queue épineuse  — Bathyraja spinicauda et Rajella caudaspinosa
- Raie à tache noire — Taeniura meyeni
- Raie africaine — Raja africana
- Raie aigle  — Gymnura altavela, Myliobatis aquila, Myliobatis freminvillii et Pteromylaeus bovinus
- Raie arctique — Amblyraja hyperborea
- Raie bathyale — Rajella bathyphila
- Raie baveuse — Dipturus pullopunctatus
- Raie blanc nez — Raja eglanteria
- Raie blanche  — Bathyraja spinosissima, Dipturus lintea, Himantura uarnak, Raja brachyura et Rostroraja alba
- Raie blanche à zone brune — Rostroraja alba
- Raie blanche bordée — Rostroraja alba
- Raie blanche douce — Raja brachyura
- Raie blanche lissée — Raja brachyura
- Raie bleue — Neoraja caerulea
- Raie bœuf — Rhinoptera marginata
- Raie boréale — Amblyraja hyperborea
- Raie bouclée  — Himantura uarnak et Raja clavata
- Raie bouclée clovée — Raja clavata
- Raie brisant — Taeniura meyeni
- Raie brunette — Raja undulata
- Raie capucin — Dipturus oxyrinchus
- Raie chardon — Leucoraja fullonica
- Raie chauve-souris  — Aetobatus narinari et Rhinoptera marginata
- Raie circulaire — Leucoraja circularis
- Raie de Bigelow — Rajella bigelowi
- Raie de Bullis — Dipturus bullisi
- Raie de Californie — Raja inornata
- Raie de Cortez — Raja cortezensis
- Raie de Faice — Raja culanus
- Raie de Jensen — Amblyraja jenseni
- Raie de Krefft — Malacoraja kreffti
- Raie de Madère — Raja maderensis
- Raie de Malte — Leucoraja melitensis
- Raie de Murray — Bathyraja murrayi
- Raie de Richardson — Bathyraja richardsoni
- Raie de Rondelet — Raja rondeleti
- Raie de Smith — Bathyraja smithii
- Raie de Springer — Dipturus springeri
- Raie de Vélez — Raja velezi
- Raie de Wallace — Leucoraja wallacei
- Raie d'Eaton — Bathyraja eatonii
- Raie d'eau douce — Potamotrygon histrix
- Raie douce — Raja montagui
- Raie du Pacifique — Raja stellulata
- Raie électrique — Torpedo marmorata
- Raie électrique brésilienne — Narcine brasiliensis
- Raie électrique géante — Narcine entemedor
- Raie électrique ocellée — Diplobatis ommata
- Raie électrique vermiculée — Narcine vermiculatus
- Raie épineuse — Amblyraja radiata
- Raie équatorienne — Raja equatorialis
- Raie étoilée  — Raja asterias et Raja montagui
- Raie fleurie  — Leucoraja naevus et Raja undulata
- Raie florifère — Raja miraletus
- Raie géante d'eau douce— Himantura chaophraya
- Raie géante à deux yeux— Raja binoculata
- Raie grand épine — Rajella barnardi
- Raie guitare  — Rhinobatos cemiculus et Rhynchobatus djiddensis
- Raie hérisson — Leucoraja erinacea
- Raie large — Amblyraja badia
- Raie léopard  — Aetobatus narinari et Rajella leopardus
- Raie lisse  — Malacoraja senta, Raja brachyura et Rajella ravidula
- Raie manta  — Manta birostris, Manta ehrenbergii et Manta raya
- Raie mêlée — Raja microocellata
- Raie miraillée — Raja miraletus
- Raie miroir — Raja miraletus
- Raie molle — Malacoraja spinacidermis
- Raie noire  — Aetobatus narinari et Taeniura meyeni
- Raie pâle — Bathyraja pallida
- Raie papillon — Gymnura altavela
- Raie pastenague — Dasyatis pastinaca
- Raie pastenague à points bleus — Taeniura lymma
  - Voir pastenague pour les autres poissons comportant « pastenague » dans leur nom vernaculaire.
- Raie peau hérissée — Malacoraja spinacidermis
- Raie porc-épic —Urogymnus asperrimus
- Raie radiée épineuse — Amblyraja radiata
- Raie râpe — Raja radula
- Raie requin — Rhinobatos cemiculus
- Raie ronde  — Leucoraja circularis, Rajella fyllae et Zanobatus schoenleinii
- Raie ronde à queue épineuse — Urotrygon aspidura
- Raie ronde chilienne — Urotrygon chilensis
- Raie ronde circulaire — Leucoraja circularis
- Raie ronde concentrique — Urobatis concentricus
- Raie ronde de Haller — Urobatis halleri
- Raie ronde de munda — Urotrygon munda
- Raie ronde de Rogers — Urotrygon rogersi
- Raie ronde naine — Urotrygon nana
- Raie ronde réticulée — Urotrygon reticulata
- Raie ronde tachetée — Urobatis maculatus
- Raie ronde truquée — Urotrygon simulatrix
- Raie rosette — Leucoraja garmani
- Raie rugueuse — Dipturus teevani
- Raie tachetée  — Leucoraja ocellata, Raja polystigma et Raja straeleni
- Raie tigrée — Zanobatus schoenleinii
- Raie tourteau — Raja texana
- Raie trembleur — Torpedo fuscomaculata
- Raie violette — Dipturus doutrei
- Raie voile — Dipturus lintea
- Raie yeux noirs — Raja cervigoni
- Raie zéro — Raja miraletus
- Raie-chardon — Leucoraja fullonica
- Raie-papillon bécune — Gymnura crebripunctata
- Raie-papillon californienne — Gymnura marmorata
- Raie-papillon du Natal — Gymnura natalensis
- Raie-papillon épineuse — Gymnura altavela
- Raie-papillon glabre — Gymnura micrura